# Zavod MIR
Zavod MIR je zavod, ki ga je ustanovila Budistična kongregacija Dharmaling leta 2004.
Nasprotoval je GSO. Za organiziranje delavnic in poletnih taborov za otroke je nekajkrat uspešno kandidiral na razpisih Mestne občine Ljubljane, do leta 2012 je po podatkih Supervizorja prejel okoli 10.000 evrov.
Njegov zastopnik Ronan Chatellier je bil leta 2012 obtožen napada na otroka, mlajšega od 15 let. Prijavo je podal takrat že polnoletni posvojenec, ki je prijavo nato preklical in ovadil samega sebe. Kljub temu je Chatellier ostal osumljen spolnega napada. Takrat je zavod odstranil velik del opisa dejavnosti s svoje spletne strani.
Leta 2020 je zaprl svoj bančni račun.